# Phelotrupes immarginatus
Phelotrupes immarginatus is een keversoort uit de familie mesttorren (Geotrupidae). De wetenschappelijke naam van de soort werd in 1904 gepubliceerd door Antoine Boucomont.